# Fritz Tiedemann (Politiker)
Fritz Tiedemann (* 21. Juli 1872 in Berlin; † 7. Februar 1930 in Erfurt) war ein deutscher Politiker.

## Leben
Tiedemann wurde in Berlin als Sohn eines Eisenbahnbeamten geboren und studierte Rechtswissenschaften, nach dessen Abschluss er sich 1902 als Rechtsanwalt in Erfurt niederließ. Im Ersten Weltkrieg war Tiedemann Einjährig-Freiwilliger im 3. Thüringischen Infanterie-Regiment Nr. 71 Reserveoffizier geworden und stieg bis Ende des Krieges zum Hauptmann der Reserve auf. In Erfurt wurde er zu einer Führungsfigur der Nationalliberalen Partei, in der er unter anderem deren Nachwuchsorganisation, den Jung-Nationalliberalen Verein leitete. 1918 war er Gründungsvorsitzender der Erfurter Deutschen Demokratischen Partei (DDP). Von 1920 bis 1930 war er Regierungspräsident des Regierungsbezirks Erfurt. Er starb 1930 in Erfurt. Die Trauerrede hielt Pfarrer Adam Ritzhaupt am 10. Februar desselben Jahres. Für den Trauerredner war am Lebenslauf Tiedemanns für dessen letztem Amt als Regierungspräsident bedeutsam, dass dieser „einmal mit dem Theologiestudium begonnen hatte“ und er sich dann dem Jurastudium widmete, um sich „für Recht und Gerechtigkeit“ mit „seiner klugen geduldigen Vermittlergabe“ einzusetzen.
Er war seit 1922 Mitglied der Akademie gemeinnütziger Wissenschaften zu Erfurt. Seine Söhne Arnold und Ernst Tiedemann betrieben in der NS-Zeit einen Widerstandskreis.